# Galina Iúdina
Galina Iúdina va ser una ciclista soviètica. Va aconseguir una medalla de plata al Campionat del món en ruta femení de 1964 per darrere de la seva compatriota Emīlija Sonka.